# 麥當諾 (俄亥俄州)
麥當諾（英語：McDonald）為位在美国俄亥俄州杜倫巴爾縣的村落。2010年美國人口普查中該村落人口有3,263人。該村落屬於揚斯敦-沃倫-博德曼聯合統計區的一部分。

## 地理
麥當諾坐落在北緯41度9分40秒、西經80度43分29秒處。
根據美国人口调查局的資料，該村落區域面積為4.38平方（1.69平方英里），全境為陸地。

## 人口統計
| 调查年                | 人口  | 备注  | %±     |
| --------------------- | ----- | ----- | ------ |
| 1920                  | 621   |       | —      |
| 1930                  | 1,714 |       | 176.0% |
| 1940                  | 1,529 |       | −10.8% |
| 1950                  | 1,858 |       | 21.5%  |
| 1960                  | 2,727 |       | 46.8%  |
| 1970                  | 3,177 |       | 16.5%  |
| 1980                  | 3,744 |       | 17.8%  |
| 1990                  | 3,526 |       | −5.8%  |
| 2000                  | 3,481 |       | −1.3%  |
| 2010                  | 3,263 |       | −6.3%  |
| 2014年估计            | 3,174 | [ 7 ] | −2.7%  |
| U.S. Decennial Census |       |       |        |

### 2010年人口普查
2010年的人口普查中，該村落人口有3,263人，戶數1,269戶，940個家庭。人口密度為745.5人/平方公里（1930.8人/平方英里）。該村落有1,370棟住宅，平均每平方公里有313.0棟住宅。種族方面，97.3%為白人；1.1%為非裔美國人；0.2%為美洲原住民；0.1%為其他種族；1.1%為兩個或以上的種族。而西班牙裔美國人或拉丁美洲人等佔該村落人口的1.5%。
該村落的戶籍數有1,269戶。其中擁有18歲以下孩童的住戶佔33.1%；已婚夫婦且同居的住戶佔56.2%，無婚姻女性住戶佔12.9%；無婚姻男性住戶佔5.0%；沒有家庭的住戶佔25.9%。平均住戶人數為2.57人，平均家庭人數則是3.01人。
該村落年齡中位數為41.3歲。其中18歲以下的居民佔24.2%；18歲至24歲的居民佔7.6%；25歲至44歲的居民佔23.3%；45歲至64歲的居民佔30.1%；65歲以上的居民則佔14.9%。該村落居民男性佔48.4%，女性佔51.6%。

### 2000年人口普查
2000年的人口普查中，該村落人口有3,481人，戶數1,307戶，1,001個家庭。人口密度為800.0人/平方公里（2,072.4人/平方英里）。該村落有1,352棟住宅，平均每平方公里有310.7棟住宅。種族方面，97.73%為白人；1.01%為非裔美國人；0.26%為美洲原住民；0.11%為亞洲人；0.03%為太平洋島民；0.20%為其他種族；0.66%為兩個或以上的種族。而西班牙裔美國人或拉丁美洲人等佔該村落人口的0.95%。
該村落的戶籍數有1,307戶。其中擁有18歲以下孩童的住戶佔34.8%；已婚夫婦且同居的住戶佔61.1%，無婚姻女性住戶佔12.0%；沒有家庭的住戶佔23.4%。平均住戶人數為2.66人，平均家庭人數則是3.11人。
該村落年齡層組成方面，18歲以下的居民佔25.9%；18歲至24歲的居民佔7.4%；25歲至44歲的居民佔27.3%；45歲至64歲的居民佔25.5%；65歲以上的居民則佔13.9%。該村落年齡中位數為38歲。性別比方面，每100位女性所對應的男性數目為90.6位，如只計算18歲或以上的居民，則是每100位女性所對應的男性數目為84.6位。
該村落每戶平均收入為41,738美元，每個家庭平均收入為51,346美元。男性平均收入37,935美元；女性平均收入22,219美元。該村落人均收入為18,173美元。該村落約有2.9%的家庭、4.0%的人口低於貧窮門檻，其中未滿18歲者佔4.5%，65歲以上者佔4.4%。